# Classe Dealey

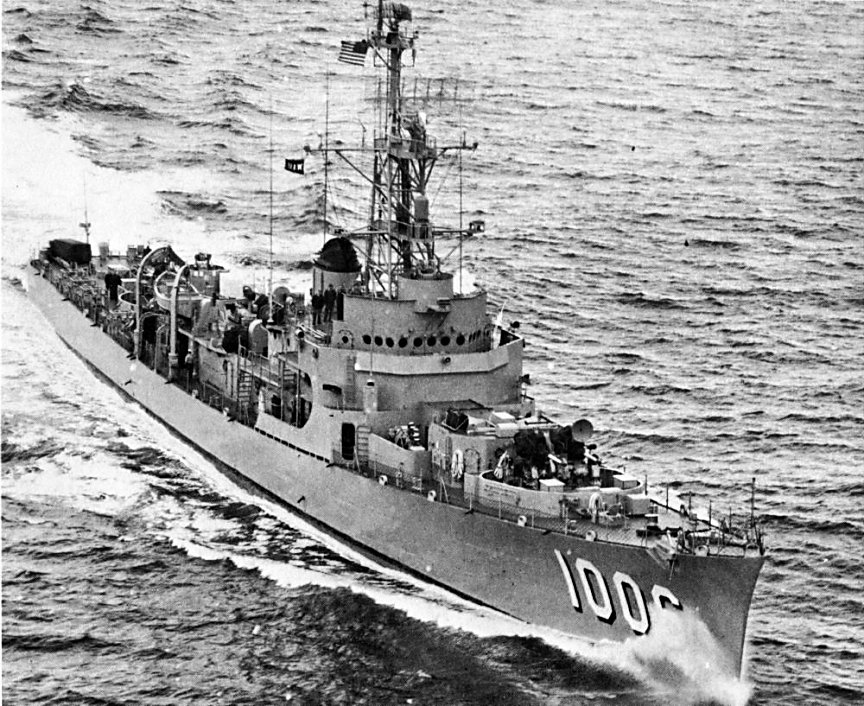
O USS Dealey (DE-1006) durante testes no Oceano Atlântico em 28 de maio de 1954

A Classe Dealey foi a primeira classe de navios escoltadores oceânicos, classificados na Armada Portuguesa como fragatas, a serem construídos depois da Segunda Guerra Mundial para a Marinha dos Estados Unidos. 

## Descrição
Ligeiramente mais rápidos e maiores do que os escoltadores que os precederam, os navios da classe Dealey foram equipados com canhões de 3 polegadas, montados em torres gémeas, foguetes para guerra antissubmarina (ASW) e um rack e 6 lançadores de cargas de profundidade. Modernizações posteriores removeram os foguetes ASW e as cargas de profundidade em favor de lançadores de foguetes antissubmarino com capacidade nuclear e montagens que disparavam torpedos mais leves e com capacidade de seguimento de alvos. Os navios foram reequipados com um grande sonar SQS 23 numa cúpula montada no casco e a maior parte dos navios da classe também foram equipados com um bloco de hangar e de aterragem para drones-helicópteros DASH para utilização de torpedos MK 44 e MK 46. Os helicópteros teleguiados provaram ser muito pouco confiáveis e o seu fracasso contribuiu para a relativamente curta vida da classe.
Os navios norte-americanos foram abatidos em 1972 e 1973 em favor das fragatas da classe Knox. Os navios USS Dealey (DE-1006) e USS Hartley (DE-1029) foram vendidos como excedentes a outros países em 1972, com os restante navios da classe a serem vendidos para sucata.

## Navios
| Nome              | Número  | Construtor                      | Aumentado- Abatido | Destino                                                |
| Dealey            | DE-1006 | Bath Iron Works                 | 1954-1972          | Transferido para o Uruguai como ROU 18 De Julio (DE-3) |
| Cromwell          | DE-1014 | Bath Iron Works                 | 1954-1972          | Vendido para sucata                                    |
| Hammerberg        | DE-1015 | Bath Iron Works                 | 1955-1973          | Vendido para sucata                                    |
| Courtney          | DE-1021 | Defoe Shipbuilding              | 1956-1973          | Vendido para sucata                                    |
| Lester            | DE-1022 | Defoe Shipbuilding              | 1957-1972          | Vendido para sucata                                    |
| Evans             | DE-1023 | Puget Sound Bridge and Dredging | 1957-1973          | Vendido para sucata                                    |
| Bridget           | DE-1024 | Puget Sound Bridge and Dredging | 1957-1968          | Vendido para sucata                                    |
| Bauer             | DE-1025 | Bethlehem Steel, Alameda        | 1957-1973          | Vendido para sucata                                    |
| Hooper            | DE-1026 | Bethlehem Steel, Alameda        | 1958-1968          | Vendido para sucata                                    |
| John Willis       | DE-1027 | New York Shipbuilding           | 1957-1972          | Vendido para sucata                                    |
| Van Voorhis       | DE-1028 | New York Shipbuilding           | 1957-1972          | Vendido para sucata                                    |
| Hartley           | DE-1029 | New York Shipbuilding           | 1957-1972          | Vendido à Colômbia como ARC Boyaca (DE-16)             |
| Joseph K. Taussig | DE-1030 | New York Shipbuilding           | 1957-1972          | Vendido para sucata                                    |